# 제1해군경
제1해군경(第一海軍卿, First Sea Lord; 구칭 First Naval Lord)은 영국 해군의 전문적 수장으로, 왕립해군참모총장(王立海軍參謀總長, Chief of the Naval Staff of the Royal Navy)이라고도 한다. 약칭은 1SL 또는 CNS이다.

## 1828년 ~ 1904년 제1해군경(1NL)
구 제1해군경(First Naval Lord)은 다음과 같다.

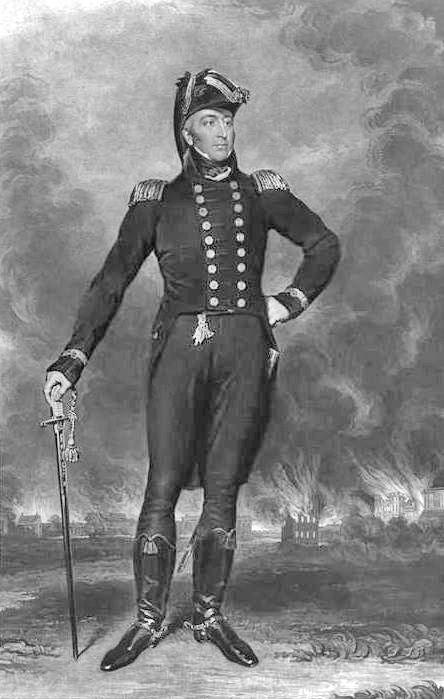
조지 코크번 1828년 ~ 1830년, 1834년 ~ 1835년, 1841년 ~ 1846년

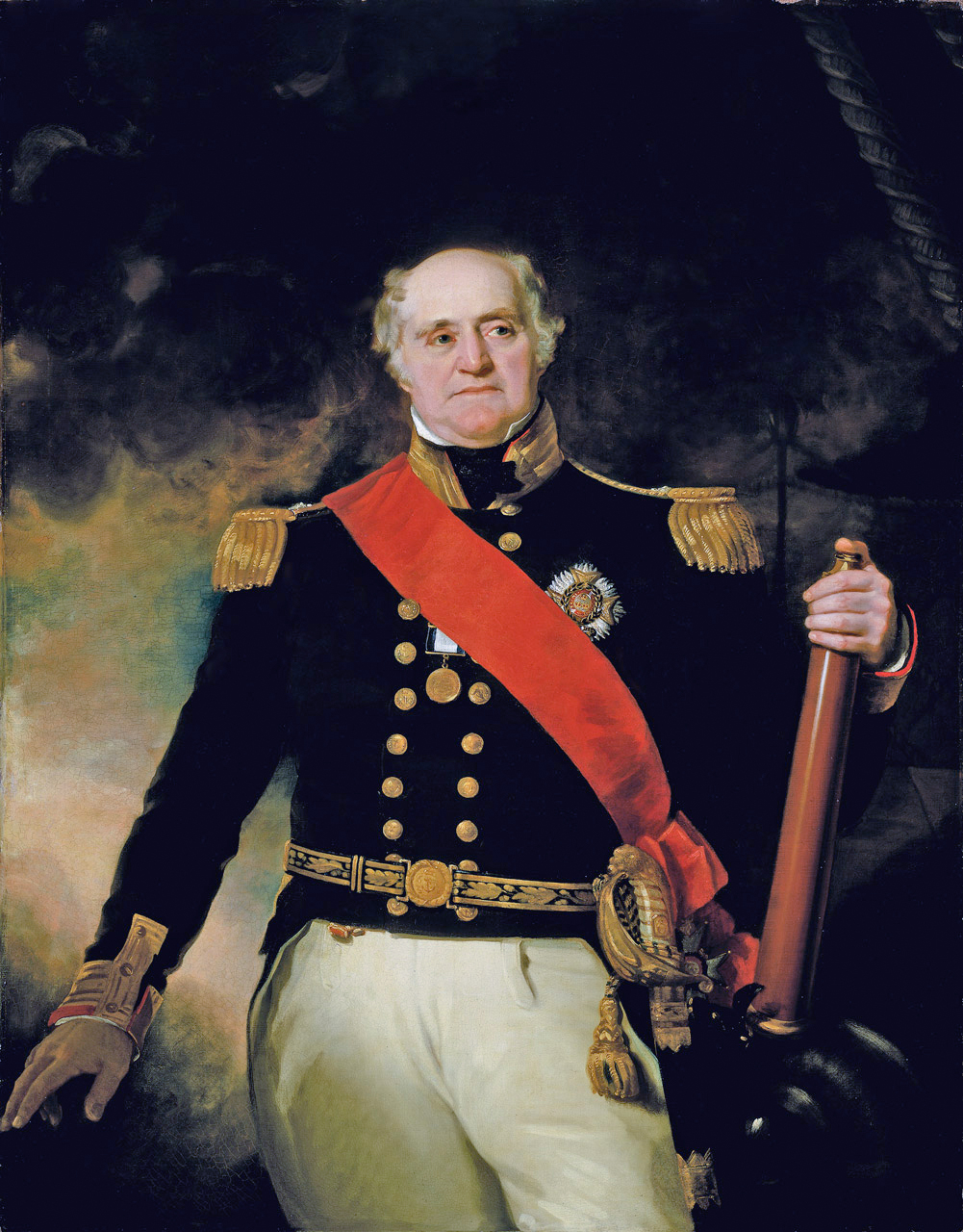
토머스 하디 경 1830년 ~ 1834년

- 해군 원수 조지 코크번 경 1828년 ~ 1830년[5]
- 해군 중장 토머스 하디 경 1830–1834[5][6]
- 해군 소장 조지 헤니지 던다스 경 1834년[5][6]
- 해군 대장 찰스 애덤 경 1834년[5][6][6]
- 해군 원수 조지 코크번 경 1834년 ~ 1835년[5][6]
- 해군 대장 찰스 애덤 경 1835년 ~ 1841년[5][6]
- 해군 원수 조지 코크번 경 1841년 ~ 1846년[5][6]
- 해군 원수 윌리엄 파커 경 1846년[5][6]
- 해군 대장 찰스 애덤 경 1846년 ~ 1847년[5][6]
- 해군 대장 제임스 던다스 경 1847년 ~ 1852년[5][6]
- 해군 대장 모리스 피츠하딩 버클리 1852년[5][6]
- 해군 중장 하이드 파커 1852년 ~ 1854년[5][6]
- 해군 대장 모리스 피츠하딩 버클리 1854년 ~ 1857년[5][6]
- 해군 중장 리처드 손더스 던다스 경 1857년 ~ 1858년[5][6]
- 해군 대장 윌리엄 마틴 경 1858년 ~ 1859년[5][6]
- 해군 중장 리처드 손더스 던다스 경 1859년 ~ 1861년[5][6]
- 해군 대장 프레데릭 그레이 경 1861년 ~ 1866년[5][6]
- 해군 원수 알렉산더 밀른 경 1866년 ~ 1868년[5][6]
- 해군 대장 시드니 데커 경 1868년 ~ 1872년[5][6]
- 해군 원수 알렉산더 밀른 경 1872년 ~ 1876년[6]
- 해군 대장 헤이스팅스 옐버튼 경 1876년 ~ 1877년[6]
- 해군 대장 조지 웰즐리 경 1877년 ~ 1879년[6]
- 해군 대장 애스틀리 쿠퍼 키 경 1879년 ~ 1885년[6]
- 해군 대장 아서 액클랜드 후드 경 1885년 ~ 1886년[6]
- 해군 원수 존 헤이 경 1886년[6]
- 해군 대장 아서 액클랜드 후드 경 1886년 ~ 1889년[6]
- 해군 대장 리처드 베세이 해밀턴 경 1889년 ~ 1891년[6]
- 해군 대장 앤서니 호킨스 경 1891년 ~ 1893년[6]
- 해군 원수 프레데릭 리처즈 경 1893년 ~ 1899년[6]
- 해군 원수 월터 케어 경 1899년 ~ 1904년

## 1904년 ~ 현재 제1해군경(1SL)
현 제1해군경(First Sea Lord)은 다음과 같다.
- 해군 원수 존 애버노트 피셔 경 1904년 ~ 1910년
- 해군 원수 아서 니베트 윌슨 경 1910년 ~ 1911년[7]
- 해군 대장 프랜시스 브릿지먼 경 1911년 ~ 1912년[7]
- 해군 대장 바텐버그의 루이 대공 1912년 ~ 1914년[7]
- 해군 원수 존 애버노트 피셔 경 1914년 ~ 1915년
- 해군 대장 헨리 잭슨 경 1915년 ~ 1916년
- 해군 원수 제리코 백작 1916년 ~ 1917년
- 해군 원수 웨스터웨미스 경 1917년 ~ 1919년
- 해군 원수 비디 백작 1919년 ~ 1927년
- 해군 원수 찰스 매든 경 1927년 ~ 1930년
- 해군 원수 프레데릭 필드 경 1930년 ~ 1933년
- 해군 원수 챗필드 경 1933년 ~ 1938년
- 해군 대장 로저 백하우스 경 1938년 ~ 1939년
- 해군 원수 두들리 파운드 경 1939년 ~ 1943년
- 해군 원수 커닝햄 자작 1943년 ~ 1946년
- 해군 원수 존 커닝햄 경 1946년 ~ 1948년
- 해군 원수 노스케이프 남작 프레이저 경 1948년 ~ 1951년
- 해군 원수 로드릭 맥그리거 경 1951년 ~ 1955년
- 해군 원수 버마 마운트배튼 백작 1955년 ~ 1959년
- 해군 원수 찰스 레임브 경 1959년 ~ 1960년
- 해군 원수 캐스퍼 존 경 1960년 ~ 1963년
- 해군 대장 데이비드 루스 경 1963년 ~ 1966년
- 해군 원수 바일 베그 경 1966년 ~ 1968년
- 해군 원수 마이클 르 파누 경 1968년 ~ 1970년
- 해군 원수 힐노턴 경 1970년 ~ 1971년
- 해군 원수 마이클 폴록 경 1971년 ~ 1974년
- 해군 원수 에드워드 애쉬모어 경 1974년 ~ 1977년
- 해군 원수 르윈 경 1977년 ~ 1979년
- 해군 원수 헨리 리치 경 1979년 ~ 1982년
- 해군 원수 필드하우스 경 1982년 ~ 1985년
- 해군 원수 윌리엄 스테이블리 경 1985년 ~ 1989년
- 해군 원수 줄리언 오스왈드 경 1989년 ~ 1993년
- 해군 원수 벤자민 배서스트 경 1993년 ~ 1995년
- 해군 대장 쟉 슬레이터 경 1995년 ~ 1998년
- 해군 대장 보이스 경 1998년 ~ 2001년
- 해군 대장 나이젤 에센하이 경 2001년 ~ 2002년
- 해군 대장 앨런 웨스트 경 2002년 ~ 2006년
- 해군 대장 조나톤 밴드 경 2006년 ~ 2009년[8]
- 해군 대장 마크 스탠호프 경 2009년 ~ 현직[9]

## 같이 보기
- 총참모장 (영국)